# Сухомлинов, Георгий Акимович
Сухомлинов Георгий Акимович (07.06.1906 — 16.02.1975) — учёный, основатель и первый ректор Фрунзенского политехнического института (ФПИ, ныне КГТУ).

## Биография
Родился 7 июня 1906 г. в семье крестьянина-бедняка в слободе Медвенка Медвенского района Курской области.
В 1920 г. вступил в комсомольскую организацию, где работал секретарем волостной ячейки. В 1924 г. указом комсомола был направлен на сахарный завод, где работал зав. библиотекой. В 1925 г. поступил на учёбу в Курскую губсовпартшколу II ступени.
Член КПСС с 1926 г.
С 1927 г. по 1930 г. работал преподавателем обществоведения средней школы-девятилетки. В октябре 1930 г. Сухомлинов Г. А. поступил студентом на механико-математический факультет Московского госуниверситета, а в 1934 г. был зачислен в аспирантуру Института математики МГУ, которую окончил с защитой в 1937 г. под руководством А. И. Плеснера диссертации на степень кандидата физико-математических наук. В 1937 г. был зачислен докторантом АН СССР в Математический институт им. Стеклова. Одновременно с учёбой в разное время был ассистентом, преподавателем, доцентом МГУ. В декабре 1937 г. Георгий Акимович был направлен ЦК ВКП(б) на научно-педагогическую работу в Киргизию. Был и. о. профессора — зав. кафедрой математики Киргоспединститута, деканом факультета, зав. аспирантурой, зам. директора по научной и учебной работе.
В апреле 1942 г. Сухомлинов Г. А. был призван в Красную армию и направлен на фронт в качестве редактора дивизионной газеты, затем старшим инструктором политотдела 39-й армии, где и прослужил до дня мобилизации в апреле 1946 г. Участвовал в боях под Витебском, Кенигсбергом, в Маньчжурии. Занимал офицерские должности. Демобилизовавшись из армии, вернулся в г. Фрунзе. В мае 1946 г. был назначен зав. кафедрой математики и деканом физмата Киргоспединститута, затем зам. директора по учебной и научной работе.
В сентябре 1954 г. Сухомлинов Г. А. назначен директором вновь организованного Фрунзенского политехнического института. Много труда, энергии и инициативы проявил в подготовке педагогических и научных кадров для школ и научных учреждений Киргизии, за что в 1961 г. был награждён орденом Трудового Красного Знамени, а в 1971 г. — орденом Октябрьской Революции.
Лекции, которые он читал, были глубоко содержательны, интересны и доходчивы. Внимательно относился к учёбе студентов, проявлял большую заботу о быте студенчества. Пользовался заслуженным авторитетом. Проявил много инициативы и настойчивости в создании и развитии института, оснащении института оборудованием, организации учебного процесса и научно-исследовательской работы, а также в строительстве учебных корпусов института и общежитий.
Сухомлинов Г. А. имел важные научные работы, опубликованные в печати: «Применение метода Ритца к доказательству существования решений уравнений Штурма—Лиувилля»; «Аналитические функционалы»; «О продолжении линейных функционалов в комплексном и кватернионном пространстве» (теорема Хана—Банаха—Сухомлинова); «Введение в механику деформируемых тел» (учебное пособие, созданное совместно с профессором Ф. И. Франклем) и др. работы.
Высокая эрудиция, многолетний опыт научно-педагогической работы и педагогическое мастерство, позволявшие читать лекционные курсы на высоком научно-теоретическом уровне с использованием современных достижений науки и техники, большие заслуги в организации высшего образования в Киргизии способствовали присвоению Сухомлинову Г. А. в 1966 г. ученого звания профессора по кафедре «Теоретическая механика».
Скончался 16 февраля 1975 г.

## Награды
Был награждён правительственными наградами (орден «Красной Звезды», ордена «Отечественной войны I и II степеней», медали «За взятие Кенигсберга», «За победу над Германией», «За победу над Японией», «20 лет победы над Германией»).
Сухомлинов Г. А. неоднократно награждался почетными грамотами Верховного совета Киргизской Республики, имел звание «Заслуженный учитель Киргизской ССР», был награждён знаками «Заслуженный деятель науки Киргизской ССР» (1973), «За отличные успехи в работе в области высшего образования СССР» (1974), являлся членом Ревизионной комиссии ЦК КП Киргизии, членом Президиума Республиканского комитета профсоюзов Киргизии, неоднократно избирался депутатом городского совета, членом городского комитета партии. Был также награждён знаком «Отличник народного просвещения», медалью «50 лет Вооруженных сил», юбилейной медалью «За доблестный труд». 3 февраля 1975 г. ввиду достижения предельного возраста Сухомлинов Г. А. освобожден от обязанностей ректора ФПИ, назначен профессором кафедры прикладной математики.

## Результаты деятельности
За 36 лет работы в Кыргызстане, из них более 20 лет во Фрунзенском политехническом институте, профессор Сухомлинов Г. А. вложил много труда, энергии, знаний, здоровья и инициативы в дело подготовки инженерных и педагогических кадров для народного хозяйства и научных учреждений Кыргызстана. Об этом свидетельствуют цифры: за 20 лет выпущено 13 227 инженерных кадров. Если в 1956 г. в год первого выпуска было выпущено всего 43 инженера и только по одной специальности, то в 1974 г. было выпущено 1767 инженеров по 25 специальностям.